# Kim Jang-mi
Kim Jang-mi (kor. 김장미; * 25. September 1992 in Incheon) ist eine südkoreanische Sportschützin. Sie schießt in verschiedenen Pistolendisziplinen.

## Erfolge
Kim Jang-mi nahm an zwei Olympischen Spielen teil: bei den Olympischen Spielen 2012 in London qualifizierte sie sich mit der Sportpistole mit dem Olympiarekord von 591 Punkten für die Finalrunde, in der sie mit 792,4 Punkten ebenfalls den ersten Platz belegte und damit Olympiasiegerin wurde. Mit der Luftpistole belegte sie mit 382 Punkten Rang 13. Bereits bei den Olympischen Jugend-Sommerspielen 2010 in Singapur hatte sie, mit der Luftpistole, Gold gewonnen. 2016 erreichte sie in Rio de Janeiro mit der Sportpistole den neunten Platz. Dazwischen gewann sie bei den Weltmeisterschaften 2014 in Granada Silber mit der Sportpistole. Bei den 2014 in Incheon gewann sie zudem mit der Sportpistolen-Mannschaft die Goldmedaille.